# Xenon hexafluoride
Xenon hexafluoride là một hợp chất của khí hiếm Xenon với đơn chất Flo, công thức hóa học XeF6. Ở nhiệt độ phòng, XeF6 là chất rắn không màu và có thể nhanh chóng thăng hoa thành hơi màu vàng.

## Điều chế
Xenon hexafluoride có thể được điều chế bằng cách đun nóng XeF2 ở khoảng 300oC dưới áp suất 6MPa.
Với chất xúc tác NiF2, phản ứng có thể dễ dàng xảy ra ở 120oC ngay cả khi tỉ lệ Xe:F=1:5.

## Cấu trúc
Do sự hiện diện của 6 phối tử Flo và chỉ một cặp electron duy nhất, cấu trúc bát diện sẽ thiếu tính đối xứng hoàn hảo. Konrad Seppelt, một chuyên gia về khí hiếm và hợp chất Flo, nói, "Cấu trúc được mô tả tốt nhất là trong trường hợp một cặp electron di động di chuyển trên các mặt và cạnh của bát diện, vì thế bóp méo cấu trúc trong một mức độ động lực học nhất định."
Quang phổ học của cộng hưởng từ hạt nhân đối với 129Xe và 19F chỉ ra rằng, trong dung dịch, hợp chất này giả lập một cấu trúc tứ diện: 4 đương lượng nguyên tử Xe sắp xếp vào một khối tứ diện được bao quanh bởi một mạng gồm 24 nguyên tử F dao động bất thường với vị trí thay đổi theo "cơ chế bánh răng". 
XeF6 có thể kết tinh theo 6 kiểu khác nhau, bao gồm cả trường hợp ion XeF+
5 nối với ion F−

## Các phản ứng

### Phản ứng thủy phân
Xenon hexafluoride thủy phân theo 3 bước, cuối cùng cho ra triôxít xenon:
XeF6 + H2O → XeOF4 + 2 HF
XeOF4 + H2O → XeO2F2 + 2 HF
XeO2F2 + H2O → XeO3 + 2 HF
XeF6 tương tác như một Axít Lawis, liên kết với 1 và 2 anion F:
XeF6 + F− → XeF−
7
XeF−
7 + F− → XeF2−
8

### Octafluoroxenate
Muối của các anion octafluoroxenate(VI)(XeF2−
8) rất bền, chỉ phân hủy ở nhiệt độ trên 400oC. Anion này đã được chứng minh có cấu trúc hình học dạng hình vuông antiprism dựa trên máy đếm tia X phân tích đơn tinh thể muối NO+ của nó, (NO)
2XeF
8. Các muối Natri và Kali được hình thành trực tiếp từ natri fluoride và kali fluoride:
2 NaF + XeF
6 → Na
2XeF
8
2 KF + XeF
6 → K
2XeF
8
Tác dụng với muối Xêzi và Rubiđi:
CsF + XeF
6 → CsXeF
7
RbF + XeF
6 → RbXeF
7
Sau đó nhiệt phân ở nhiệt độ 50 °C và 20 °C để hình thành các muối octafluoroxenate màu vàng tương ứng:
2 CsXeF
7 → Cs
2XeF
8 + XeF
6
2 RbXeF
7 → Rb
2XeF
8 + XeF
6
Các muối này bị thủy phân bởi nước, sản phẩm tạo ra có chứa xenon và oxy.

### Với chất nhận fluoride
Phản ứng với các chất nhận fluoride mạnh như RuF
5 và BrF
3·AuF
3 để tạo ra cation XeF+
5:
XeF
6 + RuF
5 → XeF+
5RuF−
6
XeF
6 + BrF
3·AuF
3 → XeF+
5AuF−
4 + BrF
3